# 商品陳列館
商品陳列館，為台灣日治時期的物產展示館，隸屬於總督府殖產局，負責蒐集、調查並展示臺灣、南洋地區的物產。在台北、新竹、台南、高雄、花蓮各設有商品陳列館，負責展覽及販售其區域的物產，並在臺灣各地、日本與國外舉辦展售會、並販售其商品。日治後期，商品陳列館逐漸轉向物產及產業的講習，1943年，將商品陳列館改稱為產業館。
在台灣之外的日本、中國等地城市則是設立臺灣物產紹介所，介紹及陳列台灣的物產。

## 介紹

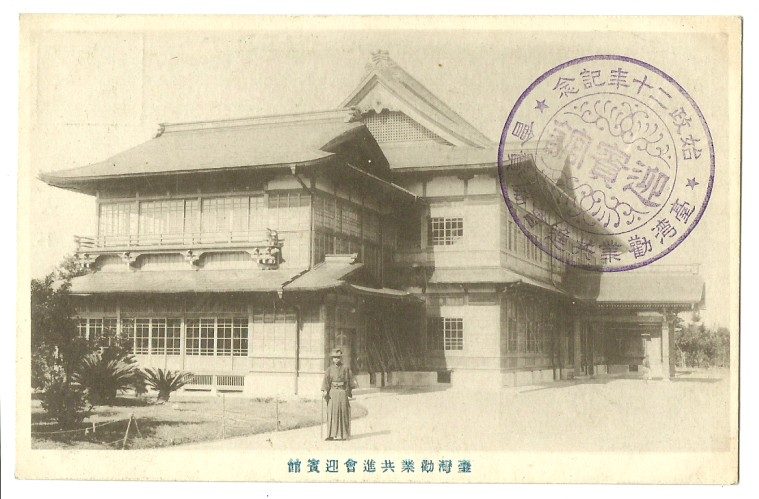
臺灣總督府物產陳列館（臺灣勸業共進會迎賓館）

在台灣日治時期，不時有舉辦各種農產品評會、展覽會。最早的物產陳列活動，為1897年在台南的物產陳列場。1898年發布《台灣總督府民政局物產陳列館規則》，在台北城內設立常設的總督府物產陳列館，陳列品包含了工業、美術、農園藝、水產、林業、礦業、機械、殖民、教育、蕃俗和生產物。由於其具有商業化色彩，較缺乏知識教化功能，1908年另外成立的臺灣總督府博物館（今 國立臺灣博物館）。
1917年發布《商品陳列館觀覽規程》，將總督府物產陳列館遷至台北植物園內，改為總督府商品陳列館，之後便在各地陸續設立商品陳列館。
| 館名                 | 人數         |
| -------------------- | ------------ |
| 臺灣總督府商品陳列館 | 39,808       |
| 新竹州商工獎勵館     | 26,264       |
| 臺中州物產陳列館     | 326,337      |
| 臺南州產業館         | 14,979       |
| 高雄州商工獎勵館     | 一度暫時休館 |

## 各商品陳列館

### 臺灣總督府商品陳列館

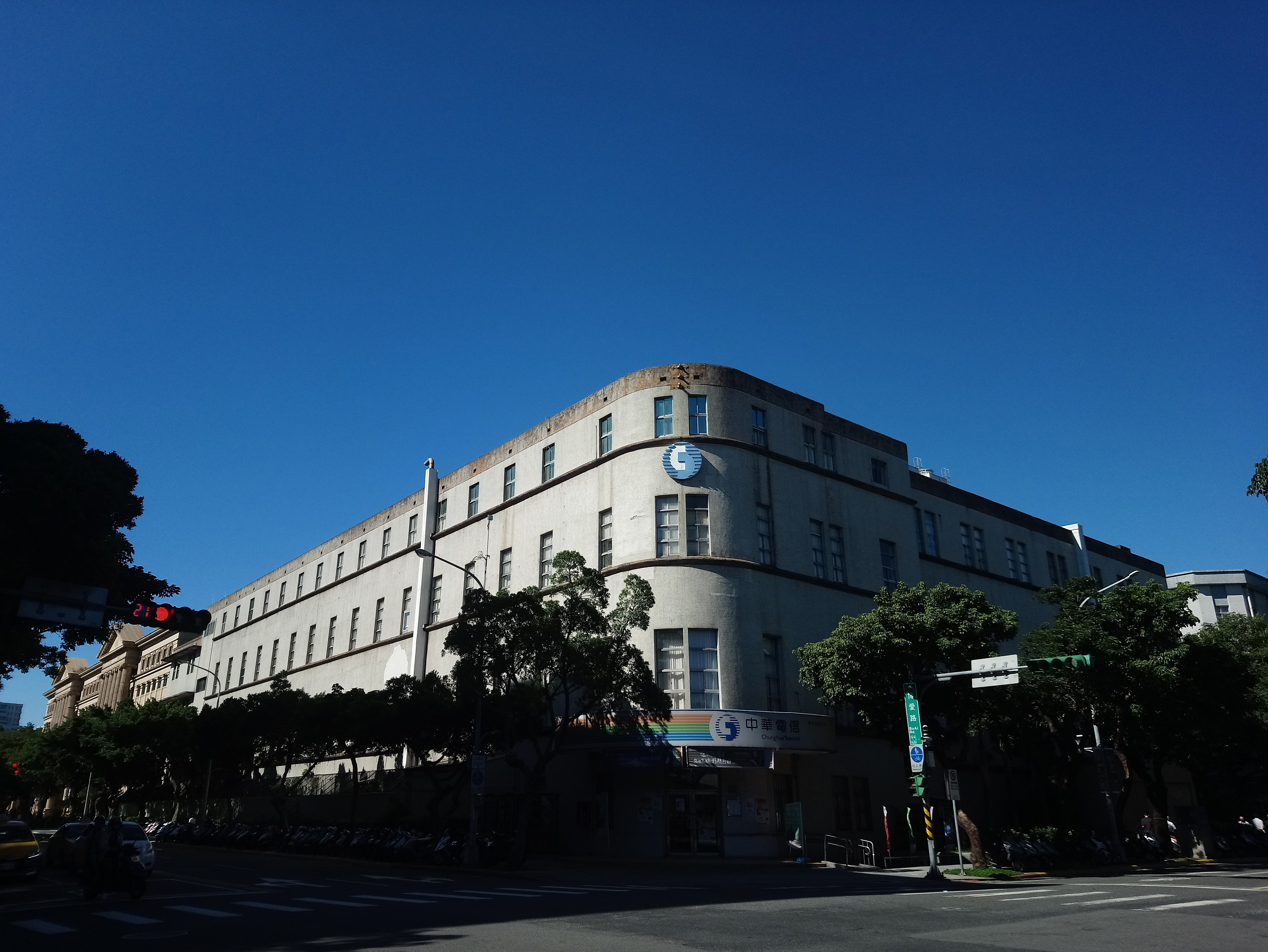
臺灣總督府商品陳列館新館（原電話交換局）

原為1899年設在台北城內的臺灣總督府物產陳列館，在1917年6月，藉第23回台灣總督府始政紀念日，遷至前一年舉辦臺灣勸業共進會所建的「迎賓館」為新館舍，並改稱臺灣總督府商品陳列館（現址為國立歷史博物館）。1924年8月再遷至原台北電話交換局。臺灣總督府商品陳列館在多場日本內地的展售會、博覽會皆有參展。

### 新竹州商工獎勵館

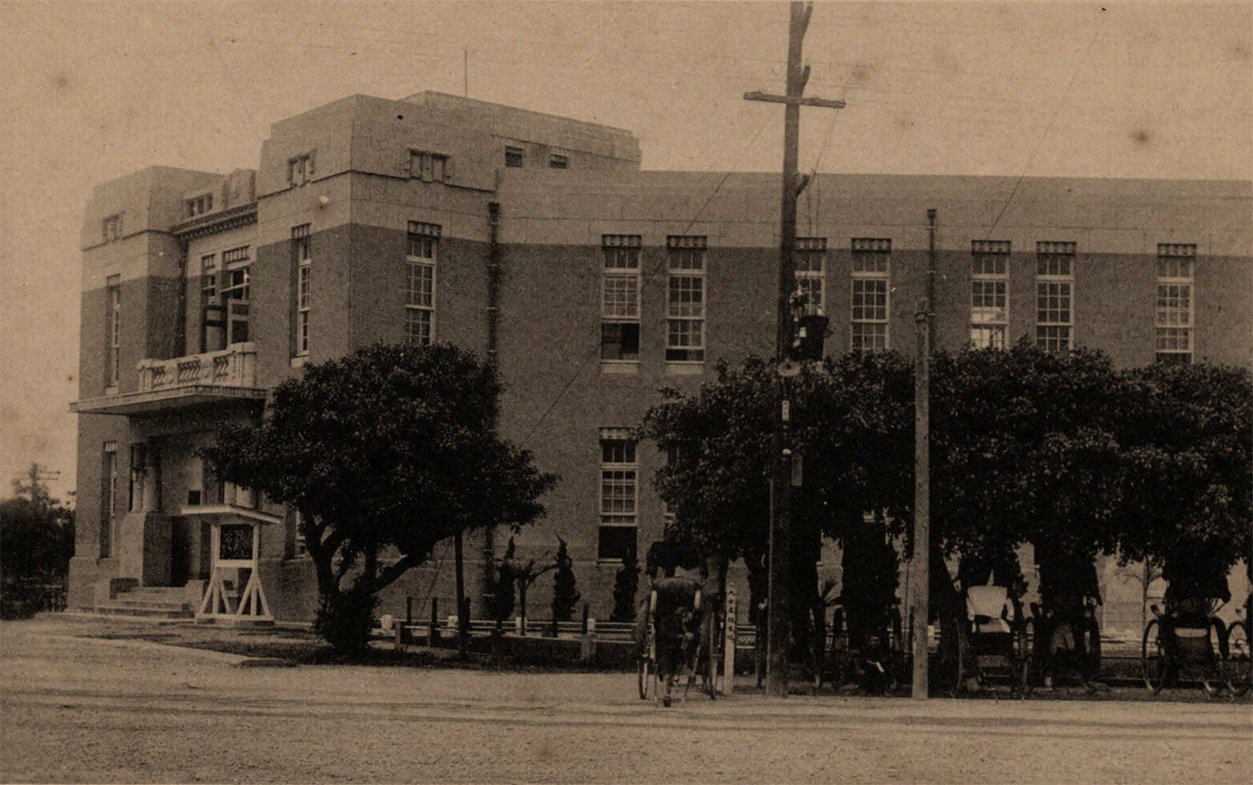
新竹州商工獎勵館

新竹州商工獎勵館最初稱為新竹州商品陳列館，在1928年11月藉昭和天皇的御大典紀念事業而動工，在隔年9月完工，位於新竹市榮町一丁目38番地，為一棟兩層樓的磚造建築，由神田原壽、若松佐設計。1932年底改稱新竹州商工獎勵館。

### 臺中州商工獎勵館

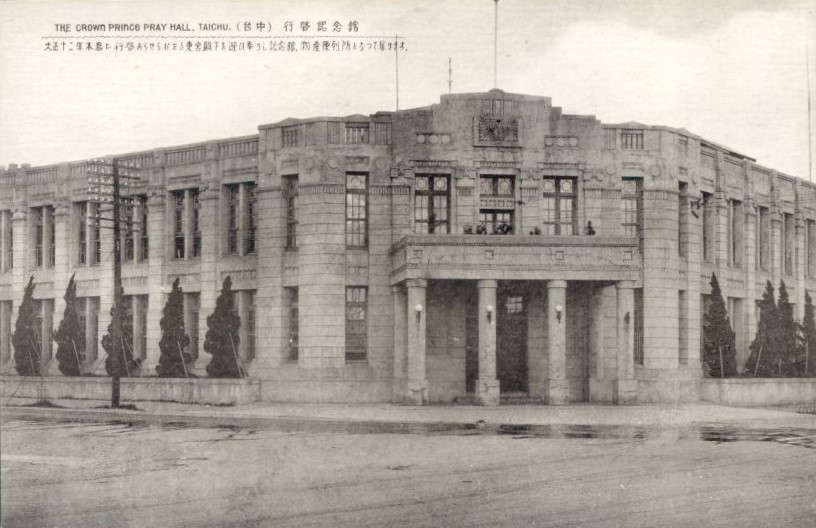
台中州物產獎勵館（台中行啟紀念館）

最初為1902年設在台中車站前的台中廳物產陳列館，1908年，因在台中公園舉辦縱貫鐵道全通式而遷至公園內；1925年，改稱為臺中州物產陳列館；1926年遷至1923年才落成的裕仁皇太子行啟紀念館，位於台中市大正町四丁目4番地（自由路與中正路口）。1938年改稱臺中州商工獎勵館。

### 臺南州產業館

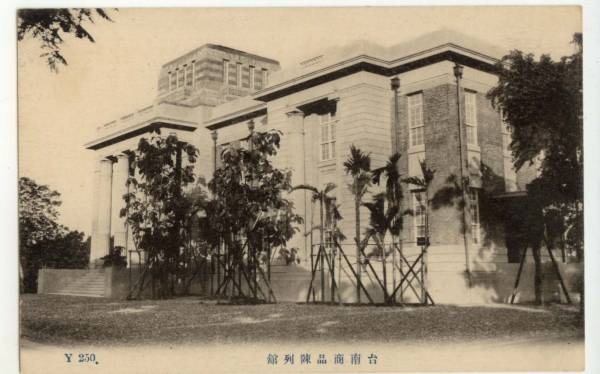
台南州商品陳列館

最初在1923年藉裕仁皇太子御渡台紀念事業，設在大正公園旁台南教育博物館（兩廣會館）內，稱為台南州商品陳列館；1927年遷至大正町三丁目3番地的新館。1935年的始政四十周年記念臺灣博覽會期間，曾作為台南歷史館的第一會場，展出台灣相關的史料。1936年6月，改稱為臺南州產業館。戰後改作為臺灣高等法院第一分院，1953年拆除，現在為臺灣高等法院臺南分院。

### 高雄州商工獎勵館

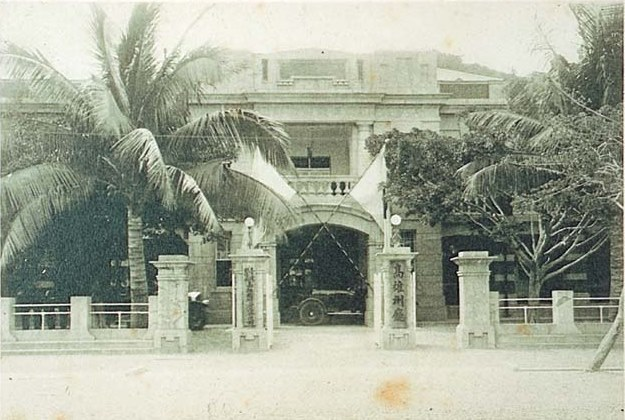
在山下町的高雄州商工獎勵館（舊高雄州廳廳舍）

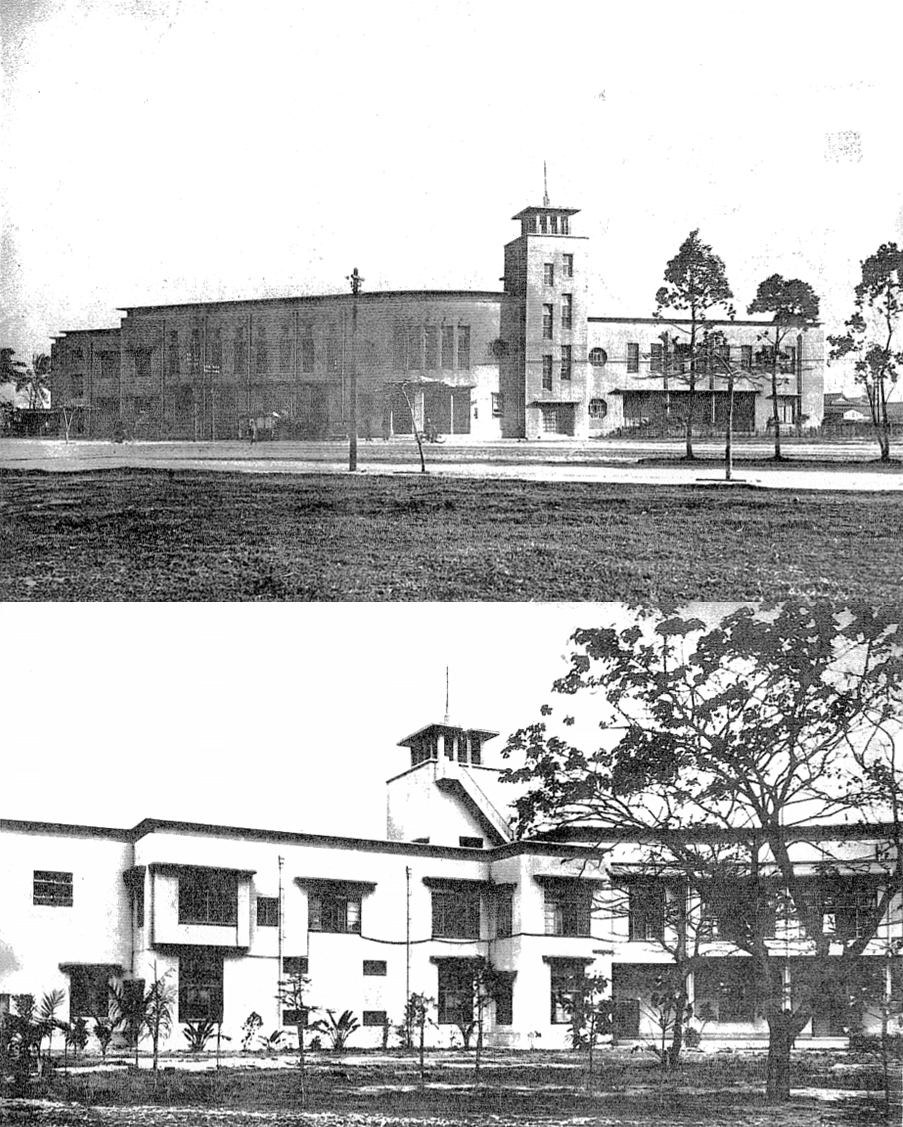
高雄州商工奬勵館

最初為1926年設立在高雄車站前的高雄州勸業課附屬高雄州物產陳列場；1932年4月，移轉至山下町一丁目1番地的舊高雄州廳廳舍（位於今 鼓山分局）。1936年，改稱高雄州商工獎勵館。1937年，在榮町另建新館。高雄州商工獎勵館除了一般商品陳列館的功能之外，在日治後期還負責南支南洋事情的調查研究，舉辦各種南方事情講習，以及英語、北京語講習。在戰時由日本軍方徵用，戰後初期為高雄憲兵分隊部，後作為陸軍服務社。

### 花蓮港廳產業獎勵館
1941年設立。

## 各台灣物產紹介所
最初於1933年7月設立台灣物產紹介所於東京市，隔月亦設立於大連市。1937年1月，將前者改稱為東京臺灣物產紹介所，大連臺灣物產紹介所，並增設大阪物產紹介所、上海大阪物產紹介所。1941年4月，將位於大連者改為大連貿易事務所，並廢止海大阪物產紹介所。同年11月，將位於東京、大阪者，改為東京經濟事務所、大阪經濟事務所，負責調查經濟及指導相關交易事務。